# Tapinauchenius gigas
Tapinauchenius gigas é uma espécie de aranha pertencente à família Theraphosidae (tarântulas).